# Paul Widmer

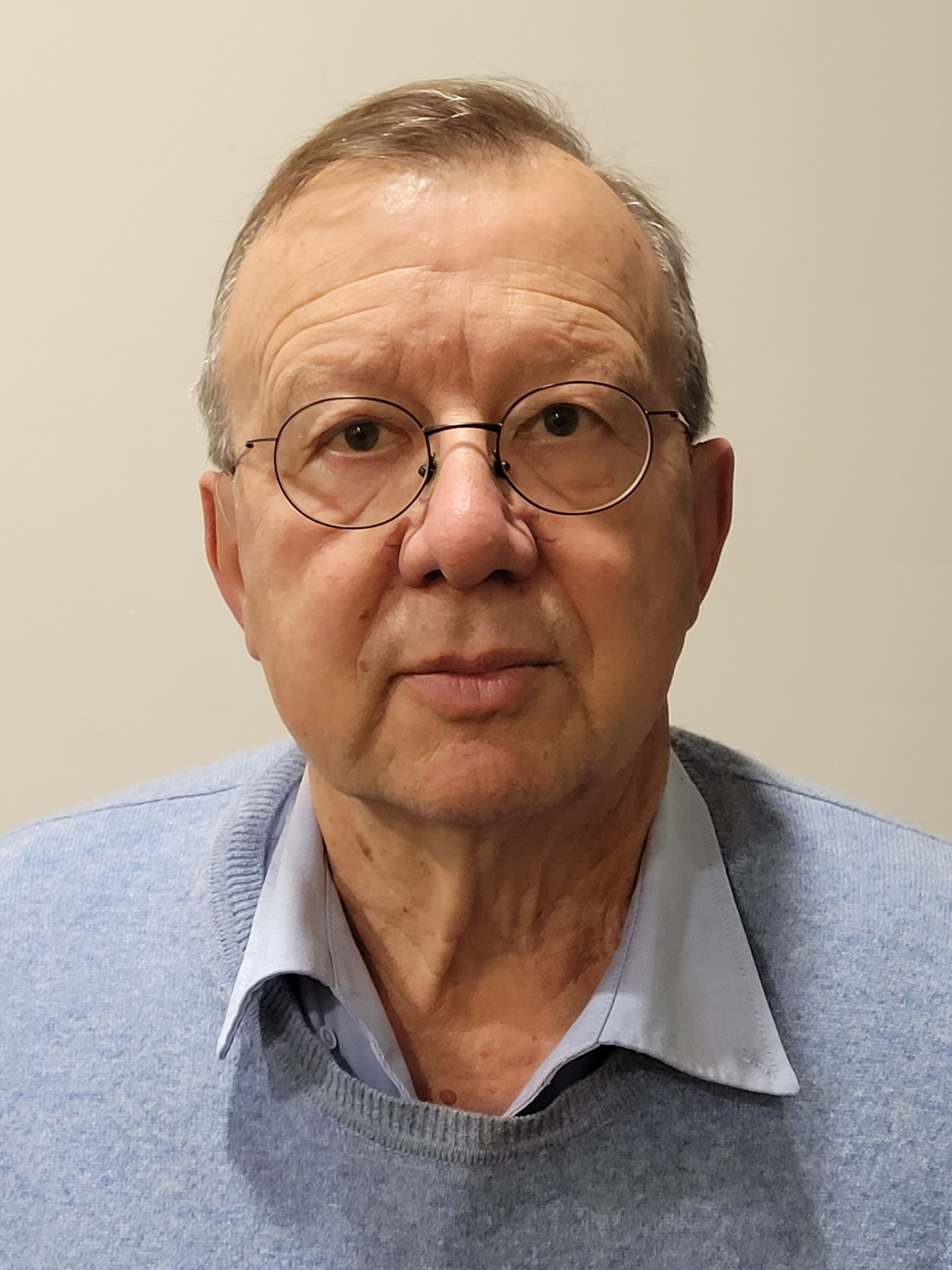
Paul Widmer (2023)

Paul Widmer (* 14. Januar 1949 in Wattwil; Heimatort Mosnang) ist ein Schweizer Diplomat und war Lehrbeauftragter für internationale Beziehungen an der Universität St. Gallen.

## Leben
Widmer wuchs im Ortsteil Grämigen von Bütschwil mit drei Geschwistern auf. Er absolvierte das Gymnasium im Kollegium St. Michael in Freiburg im Üechtland und schloss mit der Matura Typ A ab. Dann studierte er Geschichte und Philosophie an der Universität Zürich, wo er 1983 mit der Dissertation Die unbequeme Realität. Studien zur Niedergangsthematik in der Antike promoviert wurde. Anschliessend verbrachte er ein Forschungsjahr bei Reinhart Koselleck am Zentrum für interdisziplinäre Forschung in Bielefeld.
1977 trat er in den diplomatischen Dienst der Schweiz ein. Sein erster Auslandsposten führte ihn nach New York, zuerst zum Generalkonsulat, dann zur Ständigen Beobachtermission bei den Vereinten Nationen. Im Jahr 1979 wurde er als diplomatischer Mitarbeiter in die Politische Abteilung I der Zentrale berufen. Von 1983 bis 1984 arbeitete er am Institute for East-West Security Studies in New York, anschliessend als Botschaftssekretär in Washington. Dort wurde er 1987 zum Botschaftsrat ernannt.
Ab 1989 leitete er den KSZE (OSZE)-Dienst im Aussenministerium in Bern und von 1992 bis 1999 die Schweizerische Vertretung in Berlin. 1999 wurde er Botschafter in Kroatien und 2003 in Jordanien.
Ab 2007 war er als ständiger Vertreter der Schweiz beim Europarat in Strassburg eingesetzt. Von Ende 2011 bis Anfang 2014 war er nichtresidenter Botschafter beim Heiligen Stuhl.
2014 veröffentlichte er das Werk Diplomatie: Ein Handbuch, das künftige Diplomaten in ihre Tätigkeit einführen soll. Das Handbuch umfasst Geschichte, Theorie und Praxis der Diplomatie, die Widmer als  «Machtpolitik in gesitteter Gestalt» bezeichnet.
Die Kulturstiftung der Grossbank UBS zeichnete ihn 2002 als  Essayist aus. Von 2016 bis 2021 schrieb er als Gastkolumnist eine Kolumne in der NZZ am Sonntag.
Den Zeitungen der CH Media, der NZZ und dem SonntagsBlick gewährte er 2023 Interviews, welche sich hauptsächlich auf sein neu erschienenes Buch Die Schweiz ist anders – oder sie ist keine Schweiz mehr bezogen. Dabei nennt er vier Besonderheiten der Schweiz: direkte Demokratie, Föderalismus, Neutralität und Mehrsprachigkeit. Zur Bewahrung dieser Besonderheiten im Verhältnis der Schweiz mit der Europäischen Union rief er dazu auf, dass die Schweiz bei den entsprechenden Verhandlungen den kühlen Kopf bewahren solle.
Widmer wohnt in Bern.

## Werke
Widmer verfasste mehrere politische und historische Bücher, darunter:
- Die Schweizer Gesandtschaft in Berlin. Mit einem Beitrag über Peter Gross S.370-374. Geschichte eines schwierigen diplomatischen Postens. NZZ Libro, Zürich 1997, ISBN 3-85823-683-7.
- Schweizer Aussenpolitik und Diplomatie. Von Pictet de Rochemont bis Edouard Brunner. NZZ Libro, Zürich 2003, ISBN 3-03823-632-2.
- Die Schweiz als Sonderfall. Grundlagen – Geschichte – Gestaltung. NZZ Libro, Zürich 2007, ISBN  978-3-03823-495-1.
- Minister Hans Frölicher. Der umstrittenste Schweizer Diplomat. NZZ Libro, Zürich 2012, ISBN 978-3-03823-779-2.
- Diplomatie. Ein Handbuch. NZZ Libro, Zürich 2014, ISBN 978-3-03823-881-2.
- Bundesrat Arthur Hoffmann. Aufstieg und Fall. NZZ Libro, Zürich 2017, ISBN 978-3-03810-253-3 (Leseprobe).
- Die Schweiz ist anders – oder sie ist keine Schweiz mehr. NZZ Libro, Basel 2023. ISBN 978-3-907396-40-7.